# Sven Vanthourenhout
Sven Vanthourenhout, nacido el 14 de enero de 1981 en Sint-Joris, es un ciclista belga que fue profesional de 2001 a 2013 aunque siguió compitiendo como amateur dos años más. Combinó el Ciclocrós y la carretera. Tras su retirada en 2016 se convirtió en director deportivo del conjunto Telenet-Fidea.

## Palmarés

### Ciclocrós
2001
- Campeonato Mundial sub-23

2002
- 3.º en el Campeonato de Bélgica de Ciclocrós

2004
- 3.º en el Campeonato Mundial de Ciclocrós

2005
- 3.º en el Campeonato Mundial de Ciclocrós

2009
- Ciclocross de Asteasu

### Ruta
2003
- 3.º en el Campeonato de Bégica en Ruta

2008
- 2.º en el Campeonato de Bégica en Ruta